# 小行星5959
小行星5959（英語：5959 Shaklan）是一颗围绕太阳公转的小行星。1989年7月2日，埃莉諾·赫琳在帕洛马山发现了此天体。
这颗小行星的绝对星等为147.55909等。